# Буда (Ботошань)
Буда (рум. Buda) — село у повіті Ботошані в Румунії. Входить до складу комуни Кошула.
Село розташоване на відстані 358 км на північ від Бухареста, 17 км на південний схід від Ботошань, 78 км на північний захід від Ясс.

## Населення
За даними перепису населення 2002 року у селі проживали 279 осіб.
Національний склад населення села:
| Національність | Кількість осіб | Відсоток |
| -------------- | -------------- | -------- |
| румуни         | 149            | 53,4%    |
| цигани         | 130            | 46,6%    |

Рідною мовою назвали:
| Мова      | Кількість осіб | Відсоток |
| --------- | -------------- | -------- |
| румунська | 149            | 53,4%    |
| циганська | 130            | 46,6%    |